# 東本千佳
東本 千佳（ひがしもと ちか、1995年11月29日 - ）は、大阪府出身の元ボートレーサーである。登録第5097号。125期、同期には、上原崚、柴田愛梨、黒明花夢、香川颯太、金子七海、冨名腰桃奈、野田なづきらがいる。

## 来歴
大阪府に生まれ育つ。小学校高学年から中学生までは少林寺拳法に打ち込み、大阪府民大会で優勝という結果を残している。
関西学院大学に在学し、カヌー競技で活躍。第52回全日本学生カヌースプリント選手権第7位、第53回全日本学生カヌースプリント選手権大会準優勝などの実績が評価され、ボートレーサー養成所のスポーツ推薦枠試験で合格した。
特技は懸垂。好きな言葉は「ケセラセラ」。
登録5000番台のボートレーサーで最も早く引退をした選手。
- 2018年10月5日 第125期選手養成訓練の入所式にて、入所生代表として誓いの言葉を述べた[1][2]。
- 2019年9月21日、選手登録。
- 2019年11月25日からボートレース住之江で開催された 一般戦「日刊スポーツ創刊70周年第23回ブルースターカップ」第1Rでデビュー（6着）[3]。
- 2020年4月29日からボートレース三国で開催された G3「オールレディース　三国レディースカップ」第6Rで6着以来長期欠場。結果として、現役最後のレースとなった[4]。
- 2021年1月12日、選手登録消除。

## 戦績
- 出走回数：70回
- 1着回数：0回
- 優出回数：0回
- フライング(F)回数：0回
- 出遅れ(L)回数：0回
- 通算勝率：1.34
- 2連対率：
- 3連対率：
- 生涯獲得賞金：2,855,000円